# Adriaan van Roomen

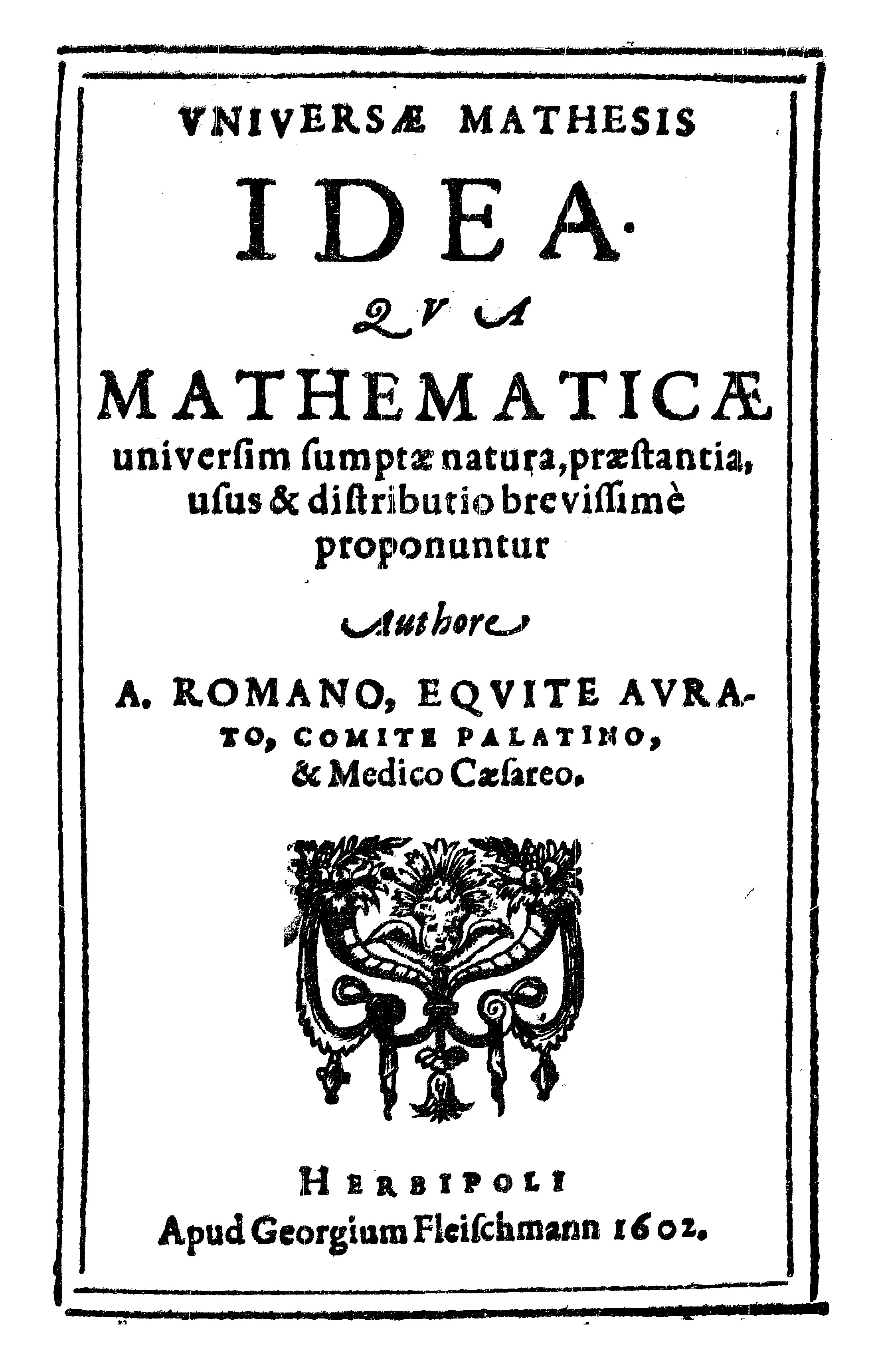
Universae mathesis idea, 1602

Adriaan van Roomen (lat. Adrianus Romanus; 29. září 1561 Leuven, Belgie – 4. května 1615 Mainz, Německo) byl vlámský matematik. Narodil se v Lovani, kde získal i titul profesora, později však hodně cestoval po Evropě. Zabýval se zejména algebrou, goniometrií, geometrií a desetinným rozvojem čísla π. Roomenovi se podařilo vypočítat číslo π na 16 desetinných míst.